# Astragalus olurensis
Astragalus olurensis — вид квіткових рослин з родини бобових (Fabaceae). Ареал охоплює такі країни: Туреччина (пн.-сх. Анатолія: Артвін).

## Середовище
Зустрічається на осипах та узбіччях доріг, на висоті приблизно 870 м над рівнем моря. Основними загрозами є втрата та деградація середовища існування, спричинені людиною, будівництвом дамб та доріг, а також ерозія.